# Pensionsprotesterna i Nicaragua 2018

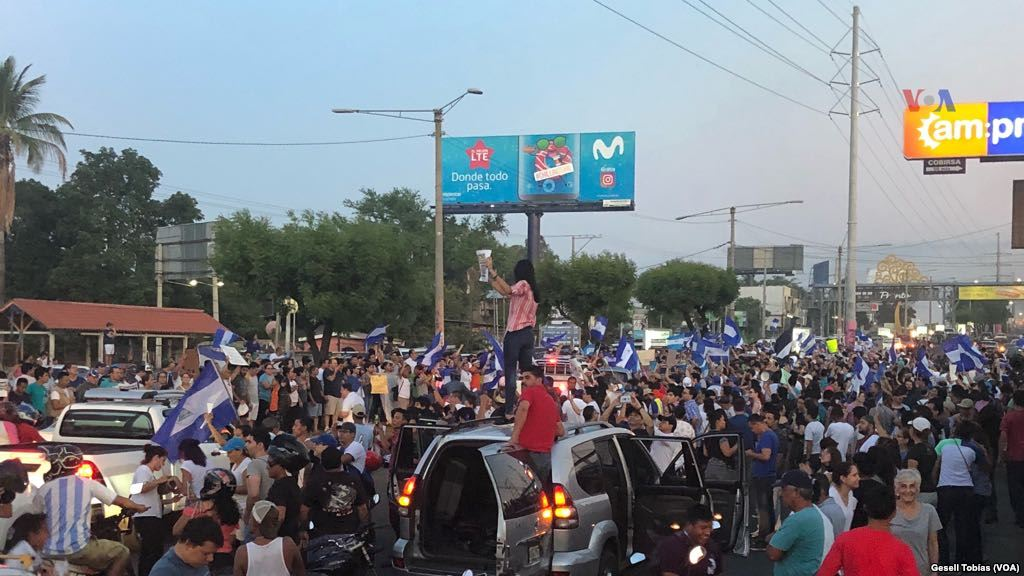
Protest

Häftiga protester mot de av president Daniel Ortega presenterade pensionsreformerna i Nicaragua bröt ut under onsdagen den 18 april 2018. Under de oroligheter som följde på presidentens dekret dog uppåt 25 personer enligt lokala människorättsorganisationer. Enligt Röda Korset var dock, efter omkring en vecka, endast sex av dessa dödsfall bekräftade. Enligt den nicaraguanska journalisten Carlos Chamorro har de våldsamma protesterna skakat om landet i grunden. Dekretet handlade i korthet om att arbetare i landet skulle betala in mer till pensionssystemet och få mindre tillbaks. Ortega har efter den häftiga kritiken meddelat att lagen skall träda i kraft först den 1 juli och att det fram till dess finns tid för att ändra på, eller justera, det som inte blev bra.